# Urška Žolnir
Urška Žolnir (Žalec, 9 de octubre de 1981) es una deportista eslovena que compite en judo.
Participó en tres Juegos Olímpicos, entre los años 2004 y 2012, obteniendo dos medallas: oro en Londres 2012 y bronce en Atenas 2004, ambas en la categoría de –63 kg.
Ganó dos medallas de bronce en el Campeonato Mundial de Judo, en los años 2005 y 2011, y cuatro medallas en el Campeonato Europeo de Judo entre los años 2007 y 2011.

## Palmarés internacional
| Juegos Olímpicos   | Juegos Olímpicos      | Juegos Olímpicos  | Juegos Olímpicos |
| Año                | Lugar                 | Medalla           | Categoría        |
| ------------------ | --------------------- | ----------------- | ---------------- |
| 2004               | Atenas (Grecia)       | Medalla de bronce | –63 kg           |
| 2012               | Londres (Reino Unido) | Medalla de oro    | –63 kg           |
| Campeonato Mundial |                       |                   |                  |
| Año                | Lugar                 | Medalla           | Categoría        |
| 2005               | El Cairo (Egipto)     | Medalla de bronce | –63 kg           |
| 2011               | París (Francia)       | Medalla de bronce | –63 kg           |
| Campeonato Europeo |                       |                   |                  |
| Año                | Lugar                 | Medalla           | Categoría        |
| 2007               | Belgrado (Serbia)     | Medalla de plata  | –63 kg           |
| 2008               | Lisboa (Portugal)     | Medalla de bronce | –63 kg           |
| 2009               | Tiflis (Georgia)      | Medalla de oro    | –63 kg           |
| 2011               | Estambul (Turquía)    | Medalla de bronce | –63 kg           |